# Cerasus tianshanica
Cerasus tianshanica là loài thực vật có hoa trong họ Hoa hồng. Loài này được Pojarkov mô tả khoa học đầu tiên năm 1939.